# Římskokatolická farnost Horní Prysk
Římskokatolická farnost Horní Prysk (lat. Preschkavia) je církevní správní jednotka sdružující římské katolíky na území vesnice Horní Prysk a v jejím okolí. Organizačně spadá do českolipského vikariátu, který je jedním z 10 vikariátů litoměřické diecéze. Centrem farnosti je kostel svatého Petra a Pavla v Horním Prysku.

## Historie farnosti
Matriky jsou v místě vedeny od roku 1671. Území farnosti až do roku 1852 spadalo pod duchovní správu farnosti Kamenický Šenov a v místě byla pouze expozitura. Farnost byla kanonicky zřízena od roku 1852.

### Duchovní správcové vedoucí farnost
Začátek působnosti jmenovaného v duchovní správě farnosti od:
- 1767 Franciscus Fille, cap. exposit.
- 1768 Franc. Schindler, cap. exposit.
- 1778 Paul. Knappe, cap. exposit.
- 1779 Joann. Menschel, cap. exposit., † 7. 11. 1812
- 1799 Ign. Aloys. Clar, cap. exposit., n. 2. 2. 1773 Herrnkretschnens, o. 28. 8. 1797, † 11. 11. 1845
- 1800 Franc. Hille, cap. exposit., n. 28. 2. 1768 Niedergrundens, o. 27. 11. 1793 † 15. 4. 1834
- 1812 Jos. Ihla, cap. exposit., n. 9. 10. 1785 Leipa, o. 8. 4. 1808, † 28. 5. 1839
- 1817 Anton. Ulbrich, cap. exposit., n. 28. 11. 1777 Liebenau, o. 31. 8. 1804, † 28. 1. 1848
- 1818 Ioann. Setzer, cap. exposit., n. 12. 9. 1791 Michelsdorf., o. 15. 8. 1815, † 7. 11. 1856
- 1820 Anton. Ulbrich, cap. exposit., n. 28. 11. 1777 Liebenau, o. 31. 8. 1804, † 28. 1. 1848
- 1826 cap. exposit. vacat
- 1829 Rud. Watzl, cap. exposit., n. 16. 7. 1795 Leipa, o. 24. 8. 1819, † 29. 10. 1865
- 1839 Laurent. Hoentschel, cap. exposit., n. 19. 2. 1808 Lobendau, o. 4. 8. 1834
- 1852 Laurent. Hoentschel, proto-par. (1. farář), n. 19. 2. 1808 Lobendau, o. 4. 8. 1834, † 17. 3. 1890
- 1858 Franc. Loos, n. 30. 8. 1819 Seidovicens. o. 25. 7. 1843, † 11. 3. 1901
- 1875 Jos. Horner, par. vacat, admin. interc.
- 1876 Franc. Schuldes, n. 9. 4. 1825 Eidlitz, o. 22. 7. 1855, † 29. 8. 1899
- 1889 Aloys. Šklíba, par. vacat, admin. interc.
- 1890 Wenc. Jelenecký, n. 9. 9. 1853 Jeleneč, o. 20. 7. 1878, † 6. 2. 1931
- 1902 Adolf Šelbický, n. 23. 12. 1869 Bensen, o. 17. 7. 1892, † 17. 1. 1959
- 1905 Franc. Weikert, n. 21. 12. 1870 Grossbocken, o. 17. 6. 1894, † 24. 1. 1921
- 1906 Eduard. Fiřtík, n. 17. 3. 1864 Březnice, o. 17. 7. 1892, † 10. 2. 1937
- 1937 Joann. Wartha,  par. vacat, admin. exc.
- 1938 Franc. Reichelt, par. vacat, admin. interc.
- 1. 7. 1939 Josef Kunz, par. vacat, admin. exc. z Kamenického Šenova
- 1. 11. 1966 Robert Vater, par. vacat, admin. exc. z Kamenického Šenova
- 1. 6. 1967 Bohumír Obruča, par. vacat, admin. exc.
- 1. 3. 1968 Jan Smrčina, par. vacat, admin. exc. z Kamenického Šenova (kněz diecéze českobudějovické, do té doby mimo duch. správu)[3]
- 1. 8. 1973 Stanislav Bečička, par. vacat, admin. exc. z Kamenického Šenova
- po roce 2000 František Segeťa, admin. exc. in spiritualibus ze Srbské Kamenice
  - 13. 11. 2007 Mgr. Marcel Hrubý, laik admin. exc. in materialibus ze Srbské Kamenice
- 1. 9. 2018 František Hylmar, SJ admin. exc. in spiritualibus z Benešova nad Ploučnicí
- 1. 9. 2019 Jiří Kovář, SJ admin. exc. in spiritualibus z Benešova nad Ploučnicí
- 1. 7. 2022 Vojtěch Suchý, SJ admin. exc. in spiritualibus z Benešova nad Ploučnicí[4]

Kromě kněží stojících v čele farnosti, působili ve farnosti v průběhu její historie i jiní kněží. Většinou pracovali jako farní vikáři, kaplani, katecheté, výpomocní duchovní aj.

## Území farnosti
Do farnosti náleží území obce:
- Dolní Prysk (Nieder Preschkau)[p 2]
- Horní Prysk (Ober Preschkau)[p 2]
- Vesnička (Füllerdörfel)[p 2]

## Římskokatolické sakrální stavby na území farnosti
| Fotografie | Stavba                   | Místo | Bohoslužby                      | Zeměpisné souřadnice             | Status       | Číslo kulturní památky           |
| --- | ------------------------ | ----- | ------------------------------- | -------------------------------- | ------------ | -------------------------------- |
| | Kostel sv. Petra a Pavla | Prysk | bližší informace o bohoslužbách | 50°47′27″ s. š., 14°29′38″ v. d. | farní kostel | 33009/5-3233 (Pk•MIS•Sez•Obr•WD) |
| Některé drobné sakrální stavby a pamětihodnosti lze dohledat zde v databázi Drobné sakrální památky Zaniklé sakrální stavby lze dohledat zde v databázi Poškozené a zničené kostely, kaple a synagogy v České republice |                          |       |                                 |                                  |              |                                  |

Ve farnosti se mohou nacházet i další drobné sakrální stavby, místa římskokatolického kultu a pamětihodnosti, které neobsahuje tato tabulka.

## Příslušnost k farnímu obvodu
Farnost Horní Prysk se nachází v českolipském vikariátu, avšak z důvodu efektivity správy je administrována excurrendo z děčínského vikariátu, a to tak že po materiální stránce je spravována ze Srbské Kamenice a po duchovní stránce z Benešova nad Ploučnicí. Přehled správy farnosti Horní Prysk je uveden v tabulce farních obvodů českolipského vikariátu.